# Зеркальное (озеро, Приморский край)
Зерка́льное — пресноводное озеро в Кавалеровском районе Приморского края.
Расположено в долине реки Зеркальная, ближайший населённый пункт — село Зеркальное Кавалеровского района. Длина озера около 1,5 км, ширина — около 0,9 км.
Озеро соединено протокой с рекой, в него впадают несколько маловодных ручьёв (Падь Зеркальная 7 км) и река Падь Овсянникова 13 км в длину. Единственное крупное озеро в горном Кавалеровском районе.
На озере построена база отдыха «Зеркальная» Хрустальненского горно-обогатительного комбината. Постановлением Администрации Приморского края озеро Зеркальное является особо охраняемой природной территорией рекреационного назначения в Приморском крае.
Дорога от озера далее ведёт к бухте Зеркальная, через протоку построен железобетонный мост. На берегах протоки находятся пчеловодческие хозяйства.